# Campione del Garda

Lage der Gemeinde Tremosine sul Garda (zu der die Fraktion Campione del Garde gehört) in der Provinz Brescia

Campione del Garda ist eine Fraktion von Tremosine sul Garda auf der westlichen Seite des Gardasees in der Provinz Brescia in der Region Lombardei.

## Lage
Tremosine besteht aus 18 Orten, von denen sich 17 auf der steil über dem Gardasee liegenden Hochebene befinden. Nur Campione liegt direkt am See und ist nur durch einen Tunnel oder mit dem Schiff zu erreichen.
Campione liegt ca. 20 km südlich von Riva del Garda am Westufer des Gardasees.

## Geschichte
In Campione del Garda entstand im Jahr 1896 auf Initiative von Giacomo Feltrinelli und Vittorio Olcese eine große Baumwollweberei mit dem dazugehörigen Arbeiterdorf.
Die Wahl des Ortes, an dem die Fabrik errichtet werden sollte, wurde neben den zur Verfügung stehenden Arbeitskräften durch das Vorhandensein des Sturzbachs San Michele und seiner Gewässer bestimmt. Deren Wasserkraft wurde für den Antrieb der Maschinen der Baumwollweberei benutzt. Unter der Leitung von Vittorio Olcese, dem ersten Direktor der Baumwollweberei, entstanden das Arbeiterdorf und die Fürsorgeorganisation für die Arbeit und das Leben der Arbeiter. Diese boten die Möglichkeit, den Lebensstil der Arbeiter, die vorwiegend aus dem ländlichen Milieu kamen, den Produktionsbedürfnissen des Unternehmens anzupassen. Im Fall von Campione verdankte dieser Lebensstil seine Stabilität auch der Isolierung des Dorfes, das bis etwa 1930 nur auf dem Seeweg erreichbar war.

## Wirtschaft und Infrastruktur

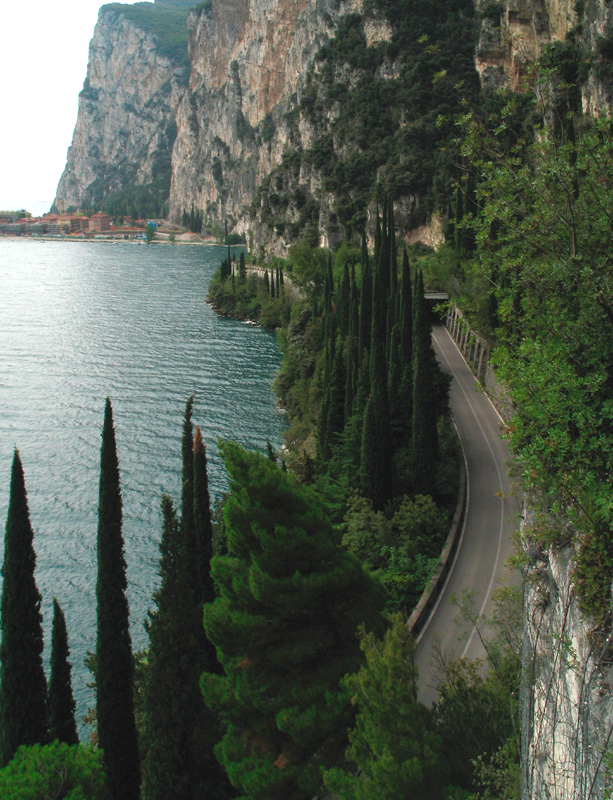
Die Hauptdurchfahrtsstraße Gardesana Occidentale und Campione

Das Gebiet des Fabrik-Dorfes ist nach der Betriebsstilllegung der Baumwollweberei im Jahr 1981 eine viel besuchte Ortschaft für Wassersport-Touristen.
Nach dem Verkauf des Ortes an eine internationale Gesellschaft sollte der Ort einem umfangreichen Umbau unterzogen werden. Es war geplant, den Ort in den nächsten Jahren von einem vom Massentourismus weitgehend unberührten Camping- und Surfparadies in ein Touristenzentrum mit Hotels, Jachthafen und Einkaufszentren zu verwandeln. Dabei hätte die Hauptdurchfahrtsstraße Gardesana Occidentale künftig wieder am Wandfuß der steinschlaggefährdeten Felswand verlaufen sollen. Der Ortskern sollte nach dem Abriss der Olcese-Fabrik verlegt werden und der Wohnmobilstellplatz, der bislang die Haupteinnahmequelle des Ortes war, geschlossen werden. Wassersportler hätten die sportlichen Möglichkeiten des Ortes, der vor allem bei Surfern für seine Ora (Wind, der täglich gegen 15:00 Uhr einsetzt) bekannt ist, nicht mehr im heutigen Maße nutzen können.
Stand Juni 2023 sind die im Ort begonnenen großflächige Bau- noch Investistionsaktivitäten zum Erliegen gekommen. So wurde zwar die ehemalige Baumwollfabrik größtenteils abgerissen und der als Campingplatz genutzte Platz am Ufer mit einem Hotel überbaut – allerdings stagnierten vermutlich auf Grund der Corona-Krise die Baumaßnahmen seit Jahren, so das aktuell weiterhin der Ort überwiegend von Surfern und Wassersport-Touristen im kleinen Rahmen genutzt wird.

## Entwicklung

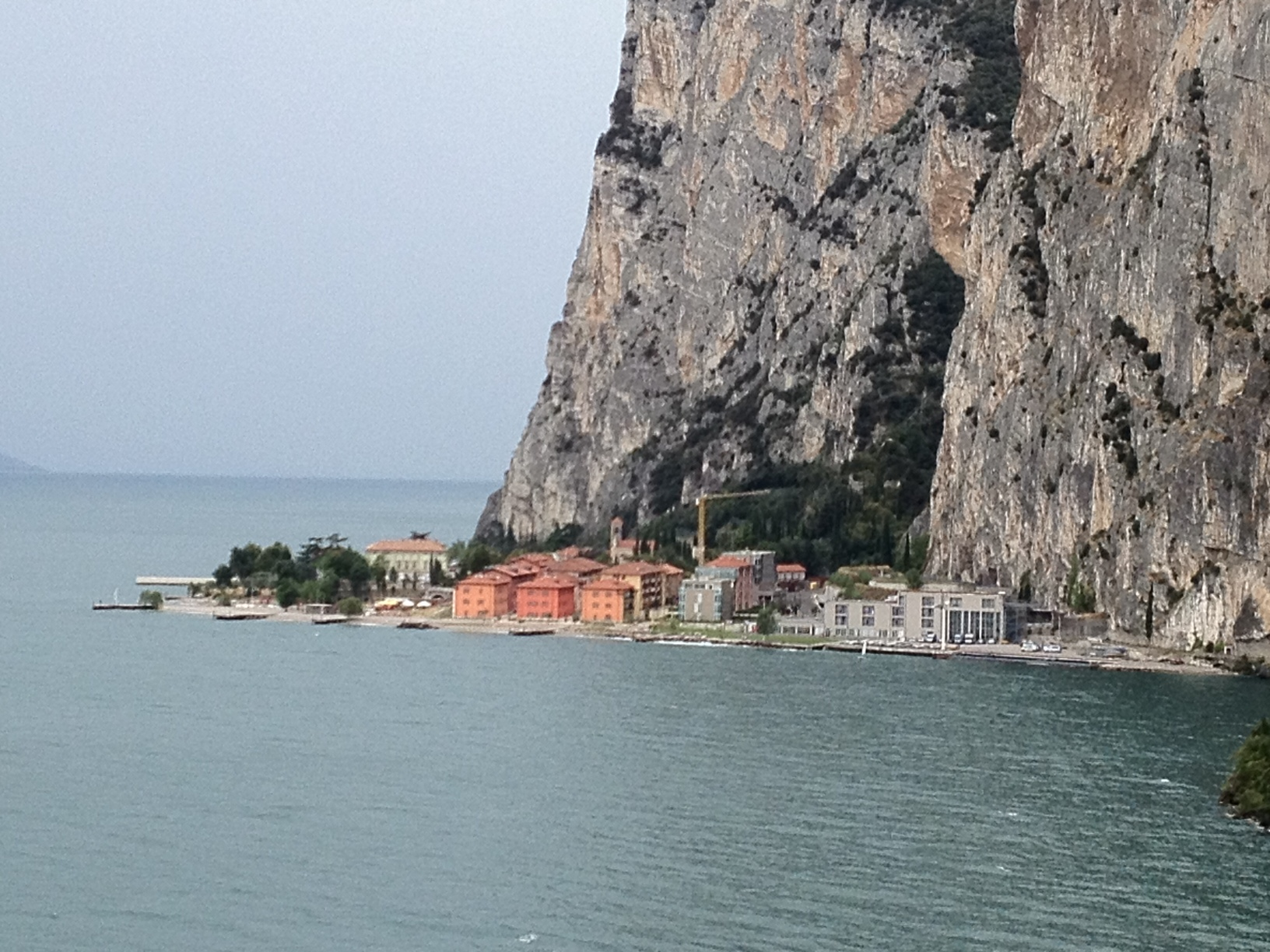
Campione del Garda von Norden aus gesehen, August 2013

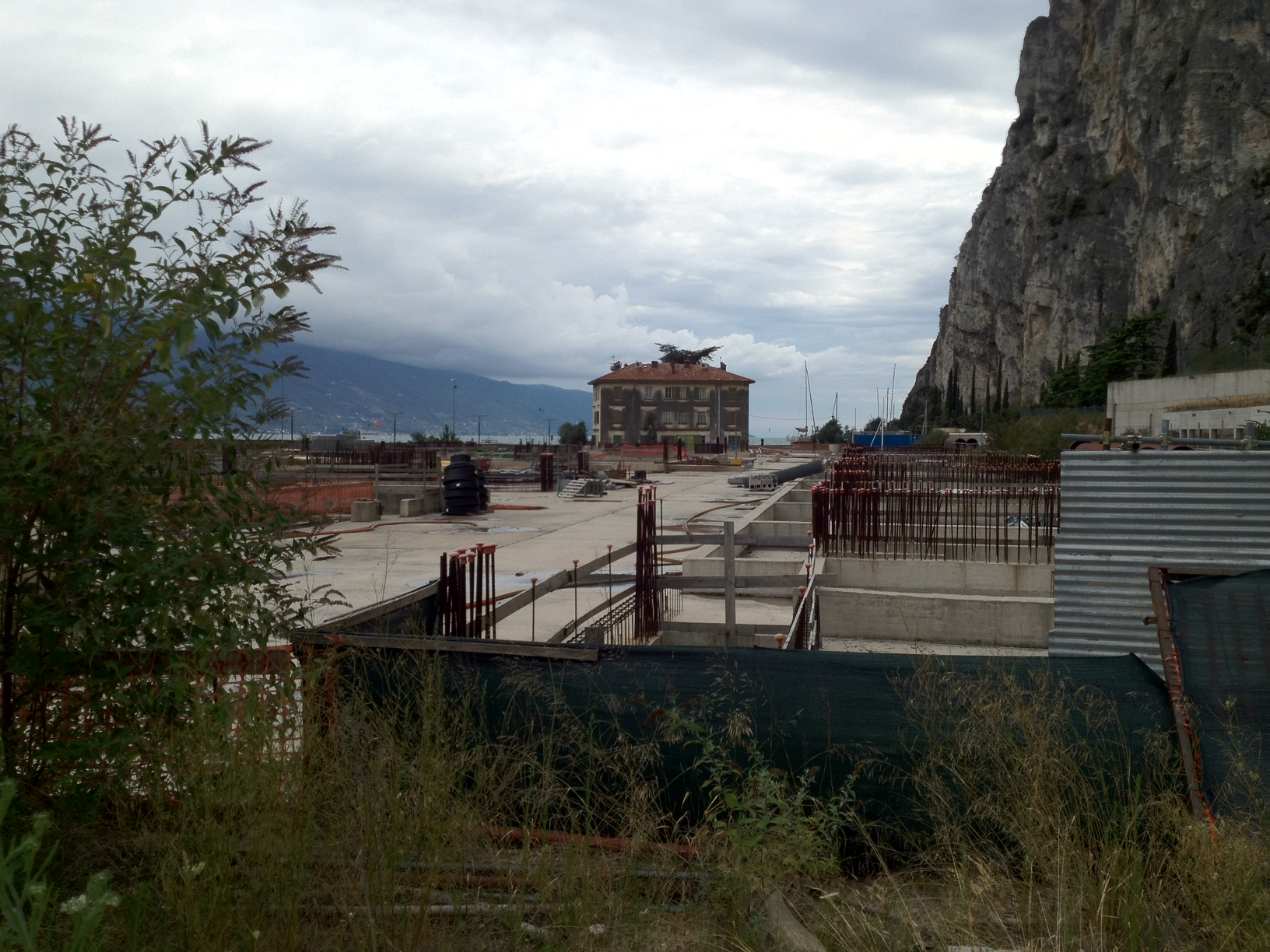
Brachliegende Baustelle im Bereich der ehemaligen Baumwollfabrik von Campione, August 2013

Der Immobilienbesitzer der Cotonificio Olcese Veneziano/Iniziativa Olcese aus der Firmengruppe der Familie Olcese verkaufte das Unternehmen 1988 an den Immobilieninvestor Antonelliana. Dieser verkaufte es an den französischen Investor Patrick Perrin. Das Unternehmen, das 2003 neu geplant wurde, wurde 2002 von Coopsette soc. coop übernommen, die auch das Areal kaufte. Baubeginn war 2006, das Vertriebsbüro wurde 2008 eröffnet. Im Zuge der ersten Immobilien- und Finanzkrise hatte das Unternehmen 2009 massive Vertriebsprobleme; folglich wurde das Projekt in die separate Tochtergesellschaft Campione del Garda S.p.A. übernommen. Der Plan wurde 2010 geändert, die Zielgruppe wurde neu definiert, und für die in Bau befindlichen Wohneinheiten wurde der Preis gesenkt. Im Mai 2011 wurde die Baustelle eingestellt.
Die zum Investor Coopsette/Campione del Garda S.p.A. gehörenden Grundstücke wurden im Juli 2013 beschlagnahmt, nachdem Vorwürfe wegen Amtsmissbrauch, Bestechung und illegaler Grundstücksvergabe bekannt geworden waren. Es waren ca. 14 Hektar und 300 Wohneinheiten betroffen. Diese wurden im August wieder freigegeben. Der Projektentwickler Coopsette meldete im Oktober 2015 Insolvenz an.
Fertiggestellt wurde im Bereich des ehemaligen Campingplatzes ein offizieller Segelstützpunkt der FIV (Federazione Italiana Vela) mit einem angeschlossenen Verbandshotel. Ein öffentlicher Bade- und Surfbetrieb ist eingeschränkt möglich. Camping ist im Innenbereich der der ehemaligen Wollfabrik möglich. Die meisten der fast fertigen Wohnungen am Steilhang stehen leer, die Baustelle liegt seit Einstellung der Maßnahmen brach.
Stand Juni 2023 hat sich an der baulichen Situation und den Perspektiven für den Ort nichts geändert. Das neue Tunnelportal Richtung Riva del Garda ist nach wie vor nicht freigegeben, die bis dato fertiggestellten Apartments stehen leer, das Parkhaus ist nach einem Felssturz gesperrt. Im November 2014 lösten sich aus der Felswand ca. 15.000 m³ Gestein und brachen durch drei Decken bis auf die unterste Parkebene. Durch das Dorf verläuft eine imaginäre rote Linie. Alles, was hinter dem Marktplatz liegt, darf nicht bebaut und sollte zur eigenen Sicherheit nicht betreten werden.